# Roy Harper (postać fikcyjna)
Roy William Harper Jr. – fikcyjna postać (superbohater) występująca w komiksach z udziałem Green Arrowa, wydawanych przez DC Comics, oraz we wszelkich adaptacjach tychże komiksów. Autorami postaci jest scenarzysta Mort Weisinger i rysownik George Papp. Zadebiutował on (jako Speedy) wraz z Green Arrowem w komiksie More Fun Comics vol. 1 #73 (listopad 1941).
Pierwotnie Roy Harper był nastoletnim pomocnikiem Green Arrowa (Olivera Queena), znanym jako Speedy (pełnił on podobną rolę co postacie używające pseudonimu Robin w komiksach o przygodach Batmana). Za młodu był również członkiem drużyny Teen Titans. Kiedy dorósł zmienił pseudonim na Arsenal (New Titans vol. 1 #99 z lipca 1993). Później był członkiem Justice League, działającym pod pseudonimem Red Arrow (Justice League of America vol. 2 #7 z maja 2007). Po restarcie uniwersum DC (New 52) wrócił do tożsamości Arsenala i stał się członkiem drużyny Outlaws (Red Hood and the Outlaws vol. 1 #1 z listopada 2011). Podobnie jak Green Arrow, Roy Harper walczy z przestępczością przede wszystkim za pomocą łuku i strzał.
Roy Harper pojawił się w różnych adaptacjach komiksów DC Comics (przeważnie u boku Green Arrowa). Pierwszy raz w wersji aktorskiej pojawił się w serialu telewizyjnym Arrow, gdzie w jego postać wcielił się Colton Haynes. W Polsce za sprawą serialu animowanego Młodzi Tytani (Teen Titans) z lat 2003–2006 znany jest także jako Szybki.

## Opis postaci

### Wczesne wersje genezy postaci
Geneza Roya Harpera z czasów tzw. złotej ery komiksu została pierwszy raz opowiedziana w historii The Birth of the Battling Bowmen z More Fun Comics vol. 1 #89. Samolot, którym leciał z rodzicami i indiańskim służącym o imieniu Quoag rozbił się na wyspie Lost Mesa. W katastrofie zginęli rodzice Roya. Sierocie udało się przeżyć tylko dzięki indiańskiemu przyjacielowi (który nauczył go m.in. łucznictwa). Wkrótce na wyspie zjawił się poszukujący artefaktów, amerykański archeolog, specjalizujący się w kulturach rdzennych Amerykanów i technikach łowieckich – Oliver Queen. Na ich nieszczęście za Oliverem podążyli rabusie, który kiedyś spalili muzeum, w którym pracował archeolog. Wierząc, że Oliver zaprowadzi ich do ukrytego indiańskiego skarbu, udali się za nim na wyspę, gdzie zabili Quoaga. Ollie i Roy dzięki swoim łuczniczym umiejętnościom pokonali bandytów i wrócili do kraju. Oliver zaadoptował Roya i szybko stali się pogromcami zbrodni znanymi jako Green Arrow i Speedy.
W srebrnej erze komiksu podobnie jak we wcześniejszej wersji, Royowi udało się przeżyć katastrofę lotniczą, w której zginęli jego rodzice. Jednak tym razem chłopak dorastał w rezerwacie Indian, a jego mentorem był wódz Thunderhead. Thunderhead w końcu namówił Roya, by ten opuścił rezerwat i zaczął szukać w życiu swojej własnej ścieżki. Roy w końcu przyłączył się do Olie’ego, który nadaje mu przydomek Speedy (Szybki), od jego umiejętności szybkiego wystrzeliwania strzał.

### Biografia postaci poKryzysie na Nieskończonych Ziemiach
Późniejsza geneza postaci ulega szeregu zmianom, szczególne tyczyło się to wydań po wydarzeniach z Kryzysu na Nieskończonych Ziemiach. Roy Harper był dwukrotnie osierocony. Kiedy był jeszcze dzieckiem, jego biologiczny ojciec (który był leśniczym), zginął ratując znachora Indian Nawaho o imieniu Brave Bow z pożaru. W ramach wdzięczności za uratowanie mu życia, Indianin postanowił wychować chłopca. Pod okiem Brave Bowa, Roy stał się znakomitym biegaczem i znakomitym łucznikiem, śledząc przy tym poczynania najlepszego łucznika na świecie – Green Arrowa. Pewnego dnia jego idol odwiedził jego rodzinne miasto i był świadkiem jak Roy w bardzo szybki sposób udaremnił rabunek. Będącym pod ogromnym wrażeniem, Green Arrow nadał mu przydomek Speedy.
Krótko po tym Brave Bow zmarł, a milioner i playboy Oliver Queen (prawdziwa tożsamość Green Arrowa), zgodził się zostać prawnym opiekunem chłopaka. Dzięki niesamowitym umiejętnościom łuczniczym, obaj zaczęli dorównywać innym superbohaterom w walce z przestępczością. W końcu Green Arrow przyłączył się do Justice League, zaś Speedy wraz z innymi nastoletnimi pomagierami superbohaterów: Aqualadem, Kid Flashem (Wallym Westem i Wonder Girl (Donną Troy) został członkiem założycielem grupy Teen Titans. Kiedy jego mentor wyruszył wraz z Green Lanternem (Halem Jordanem) w podróż po Ameryce, Roy niespodziewanie uzależnił się od heroiny (chłopak obwinił za swój stan Olivera, który jego zdaniem za mało poświęcał mu uwagi). Dzięki pomocy Black Canary udało się mu wyjść z nałogu i później wstąpił do Central Bureau of Investigation. W czasie pobytu w Japonii nawiązał się między nim, a piękną zabójczynią Cheshire namiętny romans. Kiedy w końcu się rozstali, Roy zdał sobie sprawę, że jego kochanka spodziewa się dziecka. Wkrótce Cheshire została uwięziona na polecenie rządu, a Roy uzyskał opiekę nad ich córką o imieniu Lian.
W czasie pracy dla agencji Checkmate, Roy porzucił pseudonim Speedy i przyjął nowy – Arsenal. Powrócił by poprowadzić drużynę Titans, kiedy ta znalazła się pod kontrolą władz amerykańskich. Jednak szybko ta drużyna uległa rozwiązaniu. W czasie wydarzeń Graduation Day Roy walczył z Indigo, jednak mimo usilnych starań nie udało się mu ocalić od śmierci Donnę Troy z ręki Indigo. Po drugim epizodzie w szeregach Tytanów, Arsenal sformował drużynę Outsiders. Później Arsenal został postrzelony w klatkę piersiową, podczas próby powstrzymania Brother Blooda. W końcu Roy przyjął zupełnie nowa tożsamość Red Arrow, zaś jego następczynią w roli Speedy’ego została Mia Dearden.

### New 52
We wrześniu 2011 roku miał miejsce kolejny restart komiksowego uniwersum DC Comics. W ramach restartu część postaci DC Comics doczekała się szeregu zmian, mającego zdaniem pomysłodawców lepiej dostosować je do realiów XXI wieku, co tyczyło się m.in. metamorfozy ich kostiumów lub mocno zaprezentowania zrelatywizowanych originów niektórych bohaterów. W serii Red Hood and the Outlaws, Roy Harper wraz z Red Hoodem i Starfire jest członkiem grupy Outlaws.

## Moce i umiejętności
Roy Harper jest jednym z najlepszych łuczników w uniwersum DC Comics. Znakomicie posługuje się zarówno łukiem, jak i kuszą, a także wszelką inna bronią miotającą. Do tego Roy jest urodzonym przywódcą.

## Wersje alternatywne
Postacie posługujące się pseudonimem Speedy pojawiały się niektórych komiksach z serii Elseworlds lub innych historiach niekanonicznych, która przedstawiają znanych bohaterów uniwersum DC w zupełnie innych realiach i czasach:
- W Przyjdź Królestwo (Kingdom Come) autorstwa Marka Waida i Alexa Rossa, Roy Harper zakończył współpracę z Green Arrowem i teraz stał się samodzielnym pogromcą zbrodni, znanym jako Red Arrow. Wraz z byłą przestępczynią Cheshire ma córkę nazywaną Red Hood. Roy dołączył reaktywowanej przez Supermana drużyny Justice League, która postawiła sobie za cel ukrócenie samowoli nowego pokolenia nadludzi, natomiast jego córka przyłączyła się do outsiderów Batmana. Zginął wraz córka i innymi superbohaterami, kiedy w czasie walki pomiędzy członkami Justice League a zbuntowanymi więźniami specjalnego więzienia, na pole bitwy zrzucono bombę atomową.

## W innych mediach

### Seriale i filmy aktorskie

#### Arrow
W serialu telewizyjnym Arrow emitowanym od 2012 roku na stacji The CW, w postać Roya Harpera wciela się Colton Haynes. Zadebiutował on w odcinku Złodziej zwany Dodgerem (Dodger) pierwszego sezonu. Pochodzi on z Glades, najbiedniejszej dzielnicy Starling City. Pierwszy raz pojawił się jako pospolity złodziej, który ukradł torebkę Thea'i (Willa Holland). Później między nim, a Thea'ą zaczyna rodzić się miłość. Po tym jak w odcinku Zbawienie (Salvation) Oliver ratuje mu życie jako zakapturzony mściciel, Roy postanawia pójść w ślady swojego wybawcy. W drugim sezonie postać Harpera pojawia się regularnie. Odtad chłopak rozpoczyna na własną rękę walkę z pospolitą przestępczością na ulicach Starling City. Zostaje porwany przez Brother Blooda (Kevin Alejandro), który podaje mu serum o nazwie Mirakuru, zwiększające jego tężyznę fizyczną, zdolności gojenia się ran, ale też zwiększające jego agresję. Mając w pamięci wydarzenia z czasu pobytu na wyspie, kiedy to Mirakuru zmieniło byłego przyjaciela Olivera o nazwisku Slade'a Wilsona (Manu Bennett) w nieobliczalnego złoczyńcę, ten stara się szkolić Roya, by był w stanie zapanować nad swoimi nadludzkimi mocami. W końcu Oliver wyjawia mu swój sekret bycia zamaskowanym mścicielem. W odcinku Drapieżne ptaki (Birds of Prey) Oliver nazywa go przezwiskiem swojej siostry – Speedy, jednak ten nie jest zbyt z tego powodu zadowolony i stanowczo nie życzy sobie by tak go nazywać. Pod koniec drugiego sezonu Roy zostaje wyleczony z Mirakuru i otrzymuje od Arrowa czerwoną maskę. Zostaje wyszkolony w sztukach walki i łucznictwie, by odtąd mógł stać się pełnoprawnym pomocnikiem superbohatera. Roy postanawia stanąć u boku Arrowa w obronie miasta przed armią Slade'a, ale kosztem tego jest jego związek z Thea'ą. W trzecim sezonie zostaje pomocnikiem Arrowa o pseudonimie Arsenal i otrzymuje własny czerwony kostium.

### Seriale i filmy animowane

#### Wczesne animacje
Pierwszy raz w wersji animowanej postać Speedy’ego/Roya Harpera pojawia się w segmencie poświęconym Teen Titans, serialu animowanego The Superman/Aquaman Hour of Adventure. Głosu postaci użyczył Pat Harrington, Jr.

#### DC Animated Universe
W serialu animowanym Liga Sprawiedliwych Bez Granic (Justice League Unlimited) pojawia się Speedy/Roy Harper. Debiutuje on w odcinku Akt patriotyzmu (Patriot Act) jako były pomocnik Green Arrowa, który wspiera go i pozostałych członków Ligi w starciu ze zmutowanym generałem Eilingem. Głosu postaci podłożył aktor Mike Erwin.

#### Batman: The Brave and the Bold
W serialach animowanym Batman: Odważni i bezwzględni (Batman: The Brave and The Bold) Roy Harper pojawia się w odcinku Zmierzch umarlaka (Dawn of the Dead Man!). Głosu postaci w oryginalnej wersji językowej użyczył Jason Marsden, natomiast w polskiej wersji językowej – Piotr Bajtlik.

#### Teen Titans
W serialu animowanym Młodzi Tytani (Teen Titans) z lat 2003–2006 pojawia się Speedy (Roy Harper), który w polskiej wersji językowej jest nazywany Szybkim. Jednak jak w przypadku innych bohaterów tej animacji jego prawdziwa tożsamość nie zostaje podana. Zostaje przedstawiony jako członek Tytanów Wschodu. Jest znakomitym łucznikiem, który wykorzystuje zaawansowane technologicznie strzały, podobne go gadżetów używanych przez Robina. W swoim debiucie w odcinku Stawka większa niż wszystko (Winner Take All) drugiego sezonu, bierze wraz z męskimi członkami Młodych Tytanów udział w turnieju bohaterów zorganizowanym przez Mistrza Gry. W finałowej walce przegrywa on z Robinem, który łamie mu łuk. Powraca on w trzecim sezonie w dwuodcinkowej historii Tytani Wschodu (Titans East). W drugim odcinku Szybki znajduje się pod kontrolę złoczyńcy Brata Krwiaka (w polskiej wersji nazwa Brother Blooda), jednak z opresji ratują go Młodzi Tytani. Pojawia się jeszcze w odcinkach Calling All Titans i Titans Together piątego sezonu, gdzie zostaje porwany przez Cheshire. Później się uwalnia i pomaga pozostałym Tytanom w rozprawieniu się z grupą złoczyńców Brotherhood of Evil. W oryginalnej wersji językowej głosu postaci użyczył Mike Erwin, natomiast w polskiej wersji językowej – Wojciech Paszkowski.

#### Young Justice
W serialu animowanym Liga Młodych (Young Justice) Roy Harper jest jednym z głównych bohaterów. W odcinku pilotażowym Dzień Niepodległości (Independence Day), Roy miał dołączyć do drużyny młodych pomagierów członków Justice League, jednak zamiast tego, urażony pomocnik Green Arrowa postanowił zerwać współpracę ze swoim mentorem i pójść własnymi ścieżkami. Później przyjął nowy pseudonim – Czerwona Strzała. W finale pierwszego sezonu pod tytułem Stara znajomość (Auld Acquaintance) wychodzi na jaw, że prawdziwy Roy został uprowadzony przez Lex Luthora i jego współpracowników. W ramach programu Cadmus został sklonowany. Jego klon miał być kretem, szpiegującym dla tajnej organizacji złoczyńców o nazwie „Błysk”, zaś prawdziwy Roy został zamrożony na 8 lat. W drugim sezonie noszącemu tytuł Liga Młodych: Inwazja (Young Justice: Invasion), prawdziwy Roy Harper był poszukiwany przez swojego klona – Czerwoną Strzałę i jego żonę Cheshire (siostrę Artemis). Po długich poszukiwaniach, został odnaleziony w tybetańskim klasztorze. Jego prawa ręka była amputowana, aby dostarczyć materiału genetycznego naukowcom z Cadmus. Prawdziwy Roy zaczął obwiniać Green Arrowa o nie podjęcie jakichkolwiek kroków, mających uratować go przed Luthorem. Później chłopak próbował zabić sprawcę swojego nieszczęścia, jednak przemysłowiec ocalił swoje życie, oferując mu zrobotyzowaną protezę ramienia. Roy przystał na ofertę Luthora i odtąd zaczął nazywać się Arsenałem. W oryginalnej wersji językowej głosu postaci użyczył Crispin Freeman, natomiast w polskiej wersji językowej kolejno – Krzysztof Cybiński, Jacek Kopczyński i Waldemar Barwiński.

#### Teen Titans Go!
W serialu animowanym Młodzi Tytani: Akcja! (Teen Titans Go!), będącym komediowym spin-offem poprzedniego serialu, Szybki (Roy Harper) jest postacią drugoplanową. Pojawia się pierwszy raz w odcinku Randka (The Date), gdzie umawia się na randkę z Gwiazdką, co nie szczególnie podoba się Robinowi. Głosu postaci użyczył Scott Menville.